# Гогатишвили, Пётр Константинович
Пётр Константинович Гогатишвили (1921, ССР Грузия — неизвестно, Чиатура) — забойщик рудоуправления имени Димитрова треста «Чиатурмарганец» Министерства чёрной металлургии СССР, Грузинская ССР. Герой Социалистического Труда (1966).

## Биография
Родился в 1921 году в Грузии. С 1937 года — крепильщик, машинист погрузочной машины, забойщик на шахте по добыче марганцевой руды около города Чиатура. Участвовал в стахановском движении. В своей трудовой деятельности показывал высокие трудовые результаты. Во время приближения фронта шахта, на которой трудился Пётр Гогатишвили, была законсервирована в ноябре 1941 года, после чего он был призван в Красную Армию по мобилизации. Первое время служил стрелком на охране советско-турецкой границе в составе 660-го стрелкового полка 406-й стрелковой дивизии, затем сражался в составе 46-й Армии при обороне Северного Кавказа. После демобилизации возвратился в Чиатуру, где продолжил трудиться забойщиком на участке № 6 шахты имени Димитрова треста «Чиатурмарганец».
Неоднократно занимал передовые позиции в социалистическом соревновании среди шахтёров треста. Удостаивался почётного звания «Ударник коммунистического труда». На протяжении нескольких лет Семилетки (1959—1965) перевыполнял годовые плановые задания по добыче марганцевой руды. Внёс несколько рационализаторских предложений, в результате чего значительно повысил производительность своего труда. В 1963 году перевыполнил план на 170 %, в 1964 году — на 144,1 %, в 1965 году — на 168 %. В завершающем году семилетки выдал на-гора сверх плана 7178 тонн марганцевой руды, став победителем в социалистическом соревновании среди горняков треста «Чиатурмарганец». Указом Президиума Верховного Совета СССР от 2 апреля 1966 года удостоен звания Героя Социалистического Труда за «достигнутые успехи в развитии сельского хозяйства, промышленности и науки Грузинской ССР» с вручением ордена Ленина и золотой медали «Серп и Молот» (№ 10902).
За выдающиеся трудовые достижения по итогам работы Восьмой пятилетки (1966—1970) был награждён Орденом Трудового Красного Знамени. Был наставником молодых шахтёров.
После выхода на пенсию проживал в городе Чиатура. С 1983 года — персональный пенсионер союзного значения. Дата смерти не установлена.
Награды
- Герой Социалистического Труда
- Орден Ленина
- Орден Трудового Красного Знамени (30.03.1971)
- Медаль «За оборону Кавказа» (01.05.1944)
- Медаль «За победу над Германией в Великой Отечественной войне 1941—1945 гг.»
- Медаль «За трудовое отличие» (05.05.1949)